# Cortinarius coruscans
Cortinarius coruscans är en svampart som beskrevs av Fr. 1838. Cortinarius coruscans ingår i släktet Cortinarius och familjen spindlingar.   Inga underarter finns listade i Catalogue of Life.